# Michael Owen

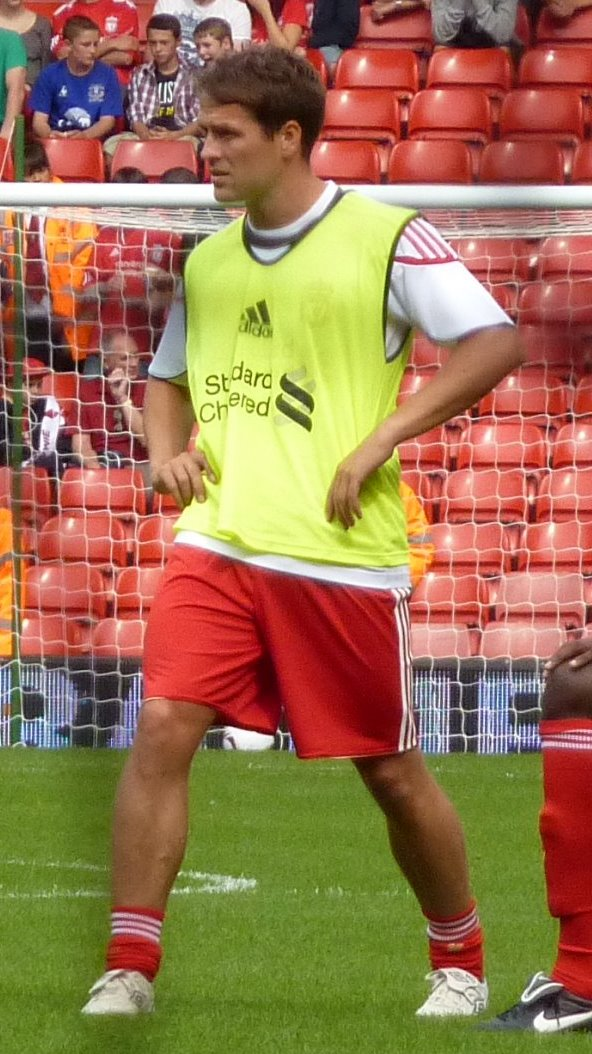
Owen w barwach Liverpoolu podczas meczu pamiątkowego z okazji jubileuszu Jamiego Carraghera (2010)

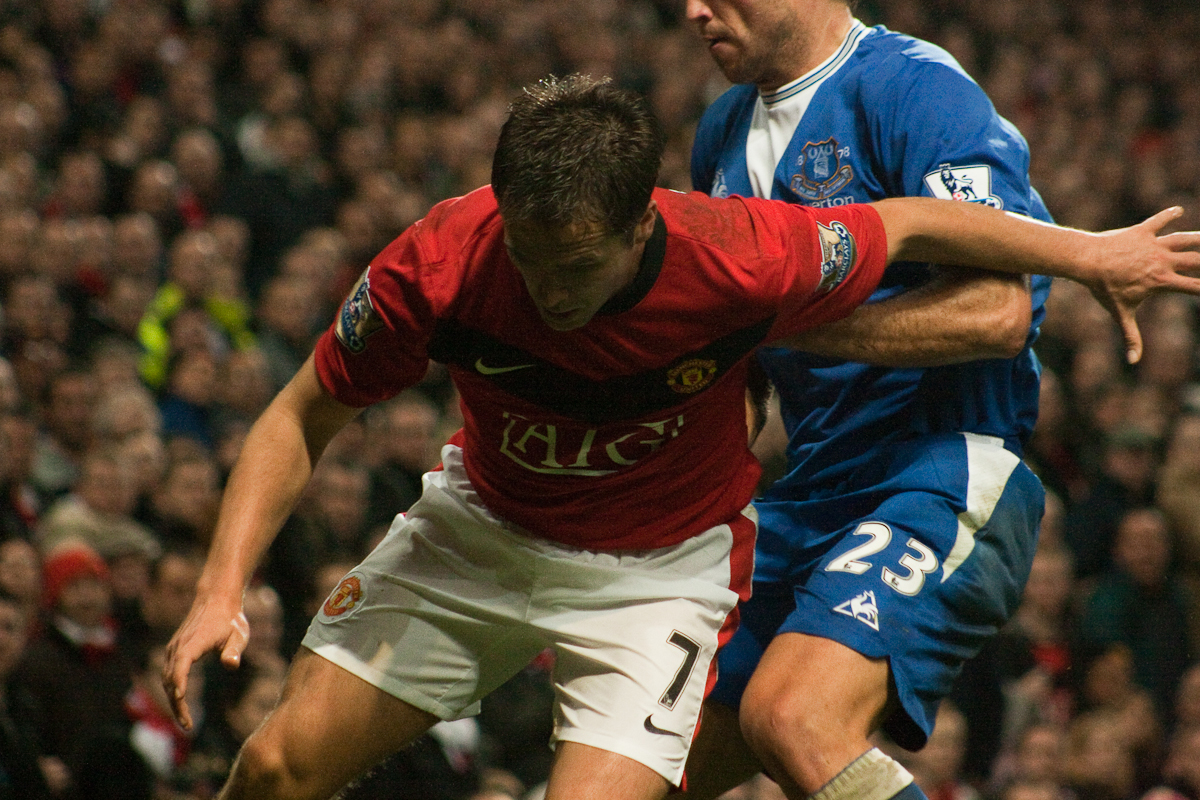
Owen w barwach Manchesteru United (2009)

Michael James Owen (ur. 14 grudnia 1979 w Chester) – angielski piłkarz występujący na pozycji napastnika.

## Życiorys
Karierę rozpoczął w Liverpoolu, gdzie pierwszy mecz rozegrał w 1996 roku. Stał się najmłodszym piłkarzem, który: zdobył koronę króla strzelców ligi (18 goli) i strzelił gola w reprezentacji Anglii (27 maja 1998 przeciw Maroku).
Owen zyskał sławę sportową już jako nastolatek, kiedy podczas MŚ we Francji strzelił bramkę po kapitalnej solowej akcji w meczu 1/8 finału przeciwko Argentynie. W sezonie 1998/99 otrzymał nagrodę Sports Personality of the Year (Sportowa Osobowość Roku). Rok 2001 okazał się przełomowym i jednym z najbardziej udanych w karierze napastnika. Liverpool z Anglikiem w składzie zdobył Puchar UEFA, Superpuchar Europy, Puchar Anglii, Puchar Ligi i Tarczę Dobroczynności. We wszystkich finałowych spotkaniach o te trofea Owen wpisywał się na listę strzelców. UEFA doceniła 22–letniego wówczas gracza, honorując go tytułem Piłkarza Roku w Europie.
Napastnik zajął stałe miejsce w narodowej reprezentacji, zdobywając m.in. hat-tricka w meczu przeciwko Niemcom na stadionie olimpijskim w Monachium – Anglicy wygrali wówczas aż 5:1. Na MŚ w Korei i Japonii strzelił dwie bramki i miał jedną asystę. Anglia pożegnała się z mistrzostwami w ćwierćfinale, gdzie nie sprostała Brazylijczykom, przegrywając 1:2 (gola dla Anglii zdobył właśnie Owen). Podczas kolejnego turnieju (EURO 2004) Owen zdobył jednego gola – w przegranym ćwierćfinałowym spotkaniu z Portugalią.  Tuż przed startem sezonu 2004/2005 nieoczekiwanie pojawiły się informacje o przejściu Owena do Realu Madryt. Początkowo sądzono, że są to tylko spekulacje, ale transfer został dokonany w ciągu zaledwie 48 godzin. Suma odstępnego za Anglika wyniosła niecałe 9 mln £ plus pomocnik Realu, Antonio Núñez. Dla Liverpoolu Michael Owen wystąpił łącznie 306 razy we wszystkich rozgrywkach, strzelając 179 bramek.
W premierowym i zarazem ostatnim sezonie w Madrycie Anglik zdobył 16 bramek w 45 spotkaniach. Konkurencję do gry w pierwszym składzie stanowili wówczas Raúl czy Ronaldo, stąd też liczba minut spędzonych na boisku była dla Owena niesatysfakcjonująca. W końcu, po długich negocjacjach z kilkoma klubami (m.in. z Liverpoolem), Michael został zakupiony za 16 milionów funtów przez Newcastle United w lecie 2005 roku. Podczas meczu z Tottenhamem w grudniu 2005, Owen zderzył się z bramkarzem drużyny przeciwnej Paulem Robinsonem i złamał palec u nogi, przez co musiał pauzować przez trzy miesiące. Po okresie intensywnej rehabilitacji zawodnik wrócił na boisko na towarzyski mecz reprezentacji Anglii. Po trzech meczach sparingowych, w których Anglik zdobył jedną bramkę, rozpoczęły się mistrzostwa świata w Niemczech. W ostatnim spotkaniu grupowym napastnik źle stanął i zerwał więzadła krzyżowe w prawym kolanie, przez co rehabilitował się kolejne dziesięć miesięcy. Kariera reprezentacyjna Anglika dobiegła końca w 2008 roku – w barwach drużyny narodowej rozegrał 89 spotkań i zdobył 40 goli.
3 lipca 2009 roku został zawodnikiem Manchesteru United na zasadzie wolnego transferu. 29–letni Anglik podpisał dwuletni kontrakt. Debiutancką bramkę zdobył w tym samym miesiącu, w 85. minucie meczu towarzyskiego przeciwko Malaysian XI. Swoim trafieniem Owen dał zwycięstwo United 3:2. Na „Old Trafford” zawodnik spędził trzy sezony – sięgnął z drużyną po mistrzostwo Anglii, Puchar Ligi, a także Tarczę Wspólnoty. W maju 2011 roku był rezerwowym podczas finału Ligi Mistrzów, przegranego przez Manchester United 1:3 z Barceloną na Wembley.
4 września 2012 roku podpisał roczny kontrakt z klubem angielskiej ekstraklasy Stoke City. 19 marca 2013 roku ogłosił, że zakończy karierę po sezonie 2012/2013. Ostatni mecz rozegrał 19 maja 2013 roku z Southampton.

### Życie prywatne
Owen urodził się w Countess of Chester Hospital w Cheshire. Jest synem Janette i Terry'ego Owen. Ma dwóch starszych braci – Andrew i Terry'ego Juniora, starszą siostrę – Karen oraz młodszą siostrę – Lesley.
W czerwcu 2005 roku Michael poślubił Louise Bonsall; dwa lata po narodzinach ich córki – Gemmy Rose (ur. 1.05.2003). Ich syn – James Michael Owen urodził się 6 lutego 2006 roku, natomiast 29 października 2007 roku urodziła się druga córka – Emily May. 26 lutego 2010 roku na świat przyszła trzecia córka Michaela i Louise – Jessica.

## Statystyki kariery
| 1996/97            | Liverpool          | Premier League     | 2   | 1   | 0  | 0  | 0  | 0  | 0  | 0  | 2   | 1   |
| 1997/98            | Liverpool          | Premier League     | 36  | 18  | 0  | 0  | 4  | 4  | 4  | 1  | 44  | 23  |
| 1998/99            | Liverpool          | Premier League     | 30  | 18  | 2  | 2  | 2  | 1  | 6  | 2  | 40  | 23  |
| 1999/00            | Liverpool          | Premier League     | 27  | 11  | 1  | 0  | 2  | 1  | 0  | 0  | 30  | 12  |
| 2000/01            | Liverpool          | Premier League     | 28  | 16  | 5  | 3  | 2  | 1  | 11 | 4  | 46  | 24  |
| 2001/02            | Liverpool          | Premier League     | 29  | 19  | 2  | 2  | 0  | 0  | 10 | 5  | 43  | 28  |
| 2002/03            | Liverpool          | Premier League     | 35  | 19  | 2  | 0  | 4  | 2  | 12 | 7  | 54  | 28  |
| 2003/04            | Liverpool          | Premier League     | 29  | 16  | 3  | 1  | 0  | 0  | 6  | 2  | 38  | 19  |
| 2004/05            | Real Madryt        | Primera División   | 36  | 13  | 4  | 2  | —  | —  | 5  | 1  | 45  | 16  |
| 2005/06            | Newcastle United   | Premier League     | 11  | 7   | 0  | 0  | 0  | 0  | 0  | 0  | 11  | 7   |
| 2006/07            | Newcastle United   | Premier League     | 3   | 0   | 0  | 0  | 0  | 0  | 0  | 0  | 3   | 0   |
| 2007/08            | Newcastle United   | Premier League     | 29  | 11  | 3  | 1  | 1  | 1  | 0  | 0  | 33  | 13  |
| 2008/09            | Newcastle United   | Premier League     | 28  | 8   | 2  | 0  | 2  | 2  | 0  | 0  | 32  | 10  |
| 2009/10            | Manchester United  | Premier League     | 19  | 3   | 1  | 0  | 4  | 2  | 6  | 4  | 31  | 9   |
| 2010/11            | Manchester United  | Premier League     | 11  | 2   | 2  | 1  | 1  | 2  | 2  | 0  | 17  | 5   |
| 2011/12            | Manchester United  | Premier League     | 1   | 0   | 0  | 0  | 2  | 3  | 1  | 0  | 4   | 3   |
| 2012/13            | Stoke City         | Premier League     | 8   | 1   | 1  | 0  | 0  | 0  | —  | —  | 9   | 1   |
| Łącznie w karierze | Łącznie w karierze | Łącznie w karierze | 362 | 163 | 28 | 12 | 24 | 19 | 63 | 26 | 482 | 222 |

## Sukcesy

### Liverpool F.C.
- Puchar Anglii: 2000–01
- Puchar Ligi Angielskiej: 2000–01, 2002–03
- Tarcza Dobroczynności: 2001
- Puchar UEFA: 2000–01
- Superpuchar Europy: 2001

### Manchester United
- Mistrzostwo Anglii: 2010–11
- Puchar Ligi Angielskiej: 2009–10
- Tarcza Wspólnoty: 2010
- finał Ligi Mistrzów: 2010–11

### Indywidualne
- Najlepszy Młody Piłkarz Premiership (PFA Young Player of the Year) (1): 1998
- Najlepszy Piłkarz Premiership (1): 1998
- Drużyna Roku Premiership (1): 1998
- Król Strzelców Premiership (2): 1998, 1999
- Piłkarz Roku według „World Soccer” (1): 2001
- Złota Piłka (1): 2001
- FIFA 100: 2004
- English Football Hall of Fame: 2014